# Джиммі Баффет
Джиммі Баффетт (англ. James William "Jimmy" Buffett; (25 грудня 1946 , Паскаґула, Міссісіпі, США  — 1 вересня 2023 , Саг-Гарбор, Нью-Йорк ) — американський музикант.

## Музична творчість
Музичний сайт AllMusic коротко характеризує його як «співака в стилі кантрі-рок, який з автобіографічних пісень, що відображають його блаженний кі-вестський спосіб життя», побудував велику parrothead'івську імперію" (примітка: parrothead — прізвисько шанувальників Джиммі Баффетта) .
Як пише AllMusic ,
|  | Джиммі Баффетт зробив зі своєї добродушної і безтурботної персони з узбережжя Мексиканської затоки щось більше, ніж успішну музичну кар'єру — він розширив своє поле діяльності на одяг, нічні клуби та літературу, але основою його бізнес-імперії, завдяки якою він тримався у списку артистів з найвищим доходом за версією журналу Fortune, була його музика. |

Вперше до Hot 100 «Білборда» він потрапив у 1974 році з піснею «Come Monday» (про розлуку чоловіка та дружини). Поп-зіркою ж він на деякий час став з піснею «Margaritaville», що досягла першої десятки «Білборда», і альбомом, куди вона увійшла — Changes in Latitudes, Changes in Attitudes 1977 року, — в яких він висловив своє, за висловом автора біографії співака на сайті AllMusic, «тропічний світогляд» .
У 2003 році спільно з Аланом Джексоном випустив пісню It's Five O'Clock Somewhere, що стала досить відомою.

## Дискографія
- Див. статтю «Jimmy Buffett discography» в англійському розділі.